# De Havilland Gipsy Six
Il de Havilland Gipsy Six era un  motore aeronautico a 6 cilindri in linea rovesciato raffreddato ad aria prodotto dall'azienda britannica de Havilland Engine Company negli anni trenta del XX secolo. 

## Velivoli utilizzatori
Australia
- Tugan Gannet

 Italia
- Breda Ba.44
- Caproni Ca.308

 Regno Unito
- de Havilland DH.86 Express
- de Havilland DH.88
- de Havilland DH.89 Dragon Six
- de Havilland DH.89 Dragon Rapide
- Miles Mentor
- Parnall Heck
- Percival Mew Gull
- Percival Petrel
- Percival Vega Gull

 Svezia
- ASJA Viking II